# Tim Hagans
Tim Hagans (né le 19 août 1954) est un trompettiste et compositeur de jazz américain.

## Biographie
Il a grandi à Dayton dans l'Ohio, jouant dans des orchestres scolaires. Il puisait son inspiration chez Miles Davis, Herb Alpert, Sly Stone et Blood, Sweat and Tears. Avant l'âge de 20 ans, Hagans rejoignit Woody Herman dans l' "Isham Jones Band".
Hagans est diplômé en musique de la "Bowling Green State University". En 1974, il quitte l'université pour rejoindre l'orchestre de Stan Kenton.
En 1977, Hagans quitte Kenton pour jouer avec Herman pendant 6 semaines puis il se rend en Europe et vit à Malmö en Suède, un haut lieu du jazz européen. En Europe, il joue avec Dexter Gordon, Kenny Drew, Horace Parlan et Thad Jones. À son retour aux États-Unis, Hagans enseigne la musique à l'Université de Cincinnati de 1982 à 1984 et au "Berklee College of Music" de 1984 à 1987. En 1987, il déménage à New York.

## Albums
- From the Neck Down (1983)
- No Words (1993)
- Audible Architecture (1994)
- Hub Songs, the Music of Freddie Hubbard (1997)
- Animation - Imagination (1999)
- Re-Animation: Live in Montreal (1999)
- Beautiful Lily (2006)
- The Moon is waiting (2011)